# Santa Rosa (departament)
Santa Rosa – jeden z 22 departamentów Gwatemali, położony na południu kraju. Stolicą departamentu jest miasto Cuilapa. Departament graniczy na zachodzie z departamentem Escuintla, na zachodzie i północy z departamentami Gwatemala i Jalapa, na wschodzie z departamentem Jutiapa, natomiast południową granicę stanowi wybrzeże Pacyfiku.
Najważniejszymi miastami w departamencie oprócz stołecznego są Barberena, Chiquimulilla, Taxisco i Nueva Santa Rosa. Departament ma charakter górzysty o średnim wyniesieniu 893 m n.p.m. i łagodnym do ciepłego klimacie, średnia maksymalna temperatura dnia wynosi 29°C a minimalna 15°C.
. 

## Podział departamentu
W skład departamentu wchodzi 14 gmin (municipios).
1. Barberena
2. Casillas
3. Chiquimulilla
4. Cuilapa
5. Guazacapán
6. Nueva Santa Rosa
7. Oratorio
8. Pueblo Nuevo Viñas
9. San Juan Tecuaco
10. San Rafael Las Flores
11. Santa Cruz Naranjo
12. Santa María Ixhuatán
13. Santa Rosa de Lima
14. Taxisco